# پتانسیل گالوانی

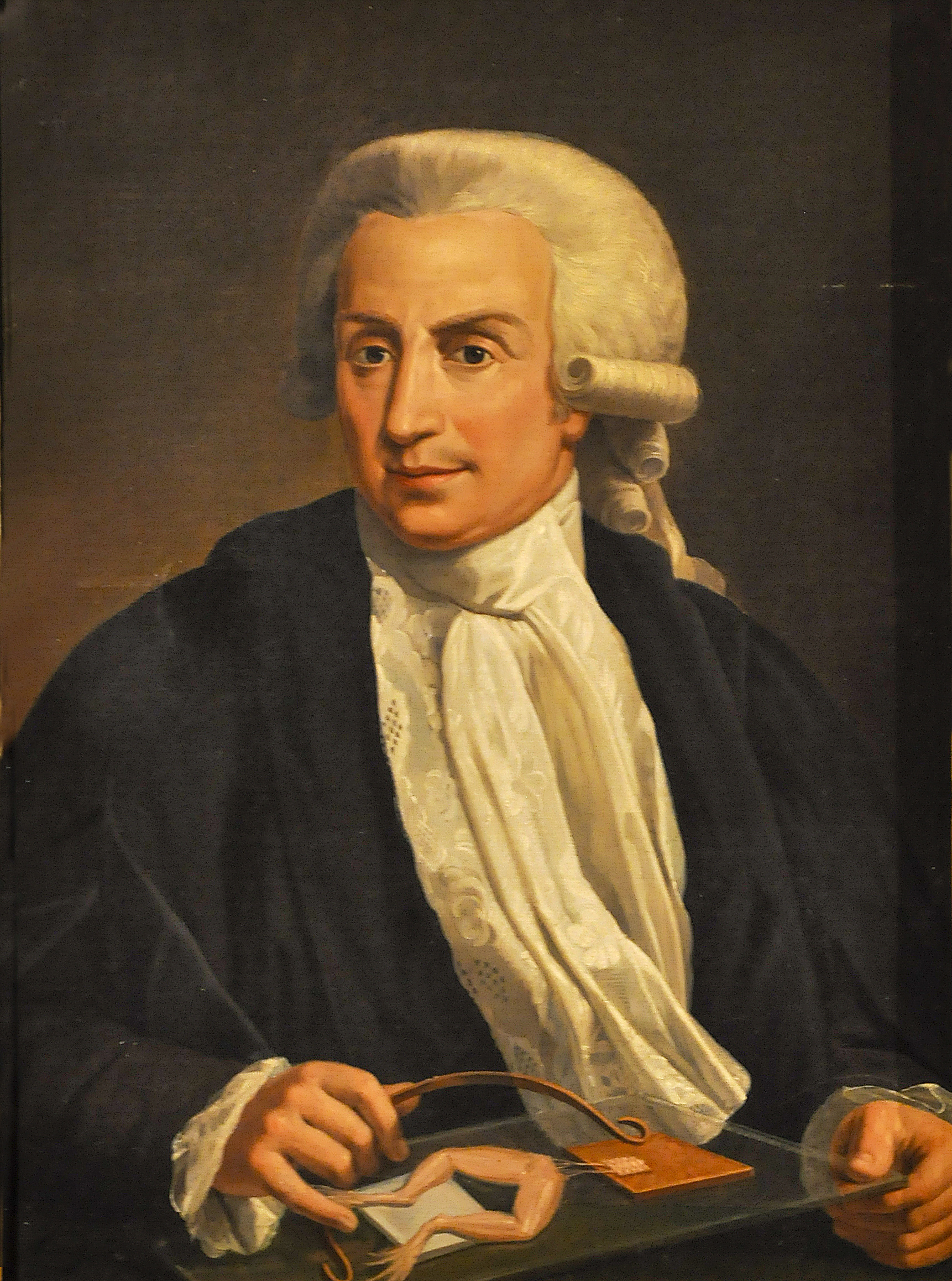
لوگی گالوانی

پتانسیل گالوانی یا پتانسیل درونی یک جسم، به صورت کار لازم برای انتقال یکای بار الکتریکی از فاصله‌ای بی‌نهایت دور در خلأ به درون یک جسم و در فاصله‌ای نسبتاً دور از سطح آن تعریف می‌شود. این پتانسیل را با {\displaystyle \varphi } نمایش می‌دهند. می‌توان انتقال این بار الکتریکی فرضی را به دو مرحله تقسیم کرد، در مرحلهٔ اول بار تا نزدیکی سطح جسم (فاصلهٔ ۱ میکرومتری آن) نزدیک می‌شود، کار انجام‌شده در این مرحله بیانگر پتانسیل ولتا یا پتانسیل بیرونی است که با {\displaystyle \psi } نمایش می‌دهند. در گام دوم بار الکتریکی از سطح مشترک جسم و محیط می‌گذرد و کار لازم برای گذر از این مرحله را با نام پتانسیل سطحی می‌شناسند و با {\displaystyle \chi } نمایش می‌دهند که به بارهای سطحی جسم و چینش دوقطبی‌های روی سطح آن بستگی دارد. رابطهٔ این پتانسیل‌ها به صورت زیر است:
{\displaystyle \varphi =\chi +\psi }
که در آن {\displaystyle \varphi } نماد پتانسیل گالوانی، {\displaystyle \chi } پتانسیل سطحی و {\displaystyle \psi } پتانسیل ولتا است.
بر خلاف پتانسیل ولتا، پتانسیل گالوانی و پتانسیل سطحی را نمی‌توان اندازه گرفت. علت این امر آن است که هنگام گذر بار از سطح جسم و ورود به آن، کار انجام شده علاوه بر اینکه صرف افزایش پتانسیل الکتریکی شود، صرف انجام کار شیمیایی نیز خواهد شد و تا زمانی که محیط شیمیایی فازهای اول و دوم متفاوت باشد، امکان تفکیک این دو از هم وجود ندارد. کار شیمیایی انجام‌شده ممکن است بر اثر نیروهای واندروالس یا اثر تصویر بارهای الکتریکی باشد.